# Блумфилд, Чарльз
Чарльз Джеймс Блу́мфилд (англ. Charles James Blomfield; 29 мая 1786 — 5 августа 1857) — британский религиозный деятель, бывший на протяжении 28 лет епископом Англиканской церкви.
Родился в Бери-Сент-Эдмундс, учился в Тринити-колледже, окончив его в 1808 году и через год начав преподавать там латинский и древнегреческий языки. В 1817 году он был назначен личным капелланом Уильяма Хоули, епископа Лондона. В 1824 году стал епископом Честера, а в 1828 году — епископом Лондона, находясь на этой должности до выхода в отставку в 1856 году.
Творческое наследие Блумфилда включает не только проповеди и лекции, но и ряд переводов античных классиков. Современниками описывался как удивительно доброжелательный человек.